# 악마짱
악마짱(일본어: 悪魔ちゃん 아쿠마 잔[*])이란 1993년 일본에서 신생아 출생신고에 친부모가 아들 이름으로 악마(悪魔)라는 이름을 지어 접수한 사건의 당사자이다. 당시 일본 언론에서 화제가 되었다.

## 개요
1993년 8월 11일 도쿄도 아키시마시 사무소에 아쿠마(悪魔)라는 이름으로 남자아이 출생신고가 접수되었다. 悪과 魔 모두 일본 인명 한자로 쓸 수 있는 상용 한자에 들어 있었기에 일단 수리되었으나, 이상하게 생각한 시측에서 법무성 민사국에 문의한 결과, 아이 장래에 악영향을 미칠 수 있다는 이유로 부모의 작명을 친권 남용으로 판단, 수리거부를 결정했다.
이들 부모는 아기가 자신들이 부르는 아쿠마라는 단어를 자기 이름으로 받아들이고 있다는 이유로 아쿠마라는 음을 그대로 두고 한자 표기만 바꾼 다른 이름으로 재접수를 시도했으나 다시 거부되었으며, 결국 亜駆(아쿠)라는 아쿠마와 유사한 다른 이름으로 세 번째 접수를 시도한 끝에 시측이 이를 받아들여 실랑이가 끝났다.
그러나 최종수리된 이름 뒷부분 한자인 駆를 편방으로 나누면 馬와 区가 되며, 馬와 区의 자리를 뒤바꿔 亜区馬로 쓰면 아쿠마로 읽히게 된다는 점이 나중에 밝혀졌는데, 여기에 대해 그 후 언론 등에서 다시 다루어진 바는 없다.
이 사건은 당시 일본에서 이야깃거리가 되어 각종언론들이 앞다투어 보도했다. 또 아이 부모도 매스컴에 나와 자신들의 작명은 정당하다고 주장한 바 있다. 자기 의지와 관계없이 부모에게 악마란 이름을 받게 된 아이는 어린이를 귀엽게 부르는 접미사인 짱을 붙여 악마짱으로 알려지게 되었다.

## 뒷이야기
악마짱 부모는 사건의 파장으로 그 후 얼마 지나지 않아 이혼한 것으로 알려졌다. 2006년 악마짱은 아동보호시설에 입소했다고 한다.
또 1996년에는 악마짱의 아버지가 각성제 단속법 위반 혐의로 체포되어 실형을 선고받았으며, 2014년에도 각성제 단속법 위반 혐의,강도 혐의로 체포되었다고 한다.